# Đại học George Mason
Đại học George Mason (tiếng Anh: George Mason University; gọi tắt: Mason hoặc GMU) là một trường đại học nghiên cứu công lập nằm tại quận Fairfax, bang Virginia, Hoa Kỳ. Trường nằm ở phía nam thành phố Fairfax. Đại học George Mason được thành lập năm 1957 dưới danh nghĩa là một cơ sở phụ của Đại học Virginia (University of Virginia) tại khu vực Bắc Virginia. Đến năm 1972, trường được tách thành một cơ sở độc lập và từ đó phát triển trở thành một đại học công lập lớn nhất tại bang Virginia. Trường được đặt tên theo một thành viên của Nhóm Lập quốc Hoa Kỳ là George Mason. Ông là một điền chủ ở Virginia và cũng là vị chính trị gia đã soạn thảo bản Tuyên ngôn về Quyền của bang Virginia (Virginia Declaration of Rights) - một tài liệu ảnh hưởng đến việc soạn thảo của Tuyên ngôn nhân quyền Hoa Kỳ trong Hiến pháp Hoa Kỳ. Đại học George Mason hiện đang điều hành 4 cơ sở trong bang Virginia nằm tại các quận Fairfax, quận Arlington, thị trấn Front Royal, và quận Prince William và 1 cơ sở tại Hàn Quốc.
Đại học George Mason được Phân loại Carnegie về các Tổ chức Giáo dục Đại học (Carnegie Classification of Institutions of Higher Education) xếp vào hạng "R1 - Trường bậc cao học với nhiều hoạt động nghiên cứu". Trường có danh tiếng trong ngành kinh tế học và luật pháp và kinh tế với 2 vị Giáo sư giảng dạy tại trường đã từng vinh dự nhận Giải Nobel Kinh tế là James M. Buchanan vào năm 1986 và Vernon L. Smith vào năm 2002. 
Tại cơ sở chính ở quận Fairfax, Đại học George Mason quản lý nhà thi đấu EagleBank (EagleBank Arena), hay trước đây còn gọi là Trung tâm Patriot (Patriot Center). Đây là một địa điểm thi đấu và tổ chức hòa nhạc với quy mô 10.000 chỗ ngồi. Hiện nay, Đại học George Mason đang có khoảng 500 câu lạc bộ và 41 Hội Nam sinh và Nữ sinh. 

## Lịch sử

### Giai đoạn 1949 - 1972
Năm 1949, Đại học Virginia quyết định thành lập một cơ sở phụ ở vùng Bắc Virginia để phục vụ việc dạy học. Trung tâm này cung cấp các lớp học có và không có tín chỉ vào những buổi tối tại nhiều địa điểm khác nhau. Các lớp học có tín chỉ đầu tiên mà trung tâm này cung cấp bao gồm: Government in the Far East, Introduction to International Politics, English Composition, Principles of Economics, Mathematical Analysis, Introduction to Mathematical Statistics, and Principles of Lip Reading (tạm dich: Chính phủ ở khu vực Viễn Đông, Cơ bản về Chính trị Quốc tế, Văn học, Nguyên tắc Kinh tế, Phân tích Toán học, Cơ bản về Thống kê Toán học, và Nguyên tắc Đọc Môi). Đến cuối năm 1952, số học sinh ghi danh tại trung tâm này là 1.192.
Vào tháng 1 năm 1956, một nghị quyết của Quốc hội bang Virginia đã thay đổi tên gọi của cở sở này thành Đại học Cao đẳng (University College) chi nhánh Bắc Virginia của Đại học Virginia với John Norville Gibson Finley giữ chức vụ Giám đốc. Có khoảng mười bảy sinh viên năm nhất đã ghi danh và tham gia các lớp học tại Đại học Cao Đẳng trong một trường tiểu học nhỏ đã được tân trang lại ở khu vực Bailey's Crossroads từ tháng 9 năm 1957. Năm 1958, Đại Học Cao Đẳng đổi tên thành Cao Đẳng George Mason (George Mason College).
Thành phố Fairfax đã mua và tặng 150 mẫu Anh (60 ha) đất ở vùng phía nam của thành phố cho Đại học Virginia để làm địa điểm mới cho cơ sở Bắc Virginia của trường. Ngày này, khu vực này được gọi là Cơ sở Fairfax của Đại học George Mason. Năm 1959, Hội đồng Quản trị của Đại học Virginia đã chọn một tên cố định cho trường là Cao đẳng George Mason thuộc Đại học Virginia (George Mason College of the University of Virginia). Đầu năm 1960, kế hoạch xây dựng khuôn viên Fairfax được tiến hành. 40 mẫu Anh (16 ha) đầu tiên của Cơ sở Fairfax được tiến hành thi công vào năm 1962. Ở học kỳ mùa thu năm 1964, cơ sở mới chào đón 356 sinh viên đến học.
Trong Phiên họp năm 1966 của Quốc hội bang Virginia, dân biểu James M. Thomson từ Alexandria, với sự ủng hộ của Đại học Virginia, đã đưa ra một dự luật để biến Cao đẳng George Mason thành cơ sở giáo dục với chương trình đào tạo bốn năm dưới sự chỉ đạo của Đại học Virginia. Dự luật này, dưới tên gọi là H 33, đã dễ dàng được Quốc hội bang thông qua vào ngày 1 tháng 3 năm 1966 và biến Cao đẳng George Mason trở thành một cơ sở có thể cấp bằng đại học. Trong cùng năm, các thành phố trong Quận Fairfax, Quận Arlington, cũng như  thành phố Alexandria và Falls Church đã đồng ý chi 3 triệu đô la để mua khu đất liền kề với Mason nhằm mở rộng Cơ sở Fairfax lên thành 600 mẫu Anh (240 ha) để trường có thể mở rộng quy mô và chương trình đào tạo, bao gồm cả việc cấp bằng hệ cao học.

### 1972 - Hiện tại
Năm 1972, chính quyền bang Virginia tách Cao đẳng George Mason khỏi Đại học Virginia và đổi tên trường thành Đại học George Mason. Năm 1978, George W. Johnson được bổ nhiệm làm Giám đốc thứ tư của trường. Trong nhiệm kỳ 18 năm của ông, trường đại học đã mở rộng cả quy mô vật chất và các chương trình giảng dạy với một tốc độ nhanh chóng. Ngay trước lễ nhậm chức của Johnson vào tháng 4 năm 1979, Đại học George Mason mua lại Trường Luật (School of Law) và Cơ sở mới ở Arlington. Đồng thời, trường cũng được cho phép đào tạo bậc tiến sĩ. Vào cuối nhiệm kỳ của Johnson, Mason tập trung vào việc phát triển cho một khuôn viên thứ ba tại thành phố Manassas ở Quận Prince William. Các tòa nhà lớn trong khuôn viên trường hiện nay, chẳng hạn như Tòa nhà Student Union II, Nhà thi đấu EagleBank, Trung tâm Nghệ thuật (Center for the Arts), and Trung tâm Học tập Johnson (Johnson Learning Center), đều được xây dựng trong suốt 18 năm Johnson làm Giám đốc của trường. Số lượng học sinh ghi danh tăng hơn gấp đôi từ 10.767 vào mùa thu năm 1978 lên 24.368 vào mùa xuân năm 1996.
Năm 1996, Tiến sĩ Alan G. Merten được bổ nhiệm làm Giám đốc của trường. Ông tin rằng chính vị trí của Mason khiến trường phải có trách nhiệm đóng góp cho cộng đồng ở cấp địa phương, quốc gia, và toàn cầu. Sau này, Đại học George Mason đã được công nhận và hoan nghênh trong tất cả các lĩnh vực này. Trong nhiệm kỳ của Merten, trường đại học đã tổ chức Đại hội Công nghệ Thông tin Thế giới (World Congress of Information Technology) vào năm 1998, tổ chức lễ vinh danh lần thứ hai một giảng viên của trường đoạt giải Nobel Kinh vào năm 2002, và cổ vũ đội Bóng rổ Nam khi góp mặt trong trận bán kết giải Bóng rổ NCAA vào năm 2006. Cũng trong thời gian này, số lượng đăng ký nhập học tăng từ hơn 24.000 vào năm 1996 lên khoảng 33.000 trong học kỳ mùa xuân năm 2012 giúp cho Mason trở thành đại học công lập lớn nhất tại Virginia và có được tiếng tăm ở cấp quốc gia.
Vào ngày 1 tháng 7 năm 2012, Tiến sĩ Ángel Cabrera chính thức nhậm chức Giám đốc. Cả Cabrera và Hội đồng Quản trị đều nhận thức rõ rằng Mason là một phần của môi trường học thuật đang thay đổi nhanh chóng với nhiều thách thức. Trong một nghị quyết vào ngày 17 tháng 8 năm 2012, Hội đồng Quản trị đã yêu cầu Tiến sĩ Cabrera tạo ra một tầm nhìn chiến lược mới giúp Đại học George Mason duy trì tính phù hợp và cạnh tranh trong tương lai. Việc soạn thảo "Tầm nhìn" (Vision) cho Mason, từ lúc lên ý tưởng đến phác thảo chính thức, đã tạo ra một tuyên bố sứ mệnh mới để xác định lại trường đại học.
Vào ngày 25 tháng 3 năm 2013, Giám đốc Ángel Cabrera đã tổ chức một cuộc họp báo để chính thức thông báo quyết định đội bóng rổ của trường đại học sẽ rời khỏi Hiệp hội Thể thao Thuộc địa (Colonial Athletic Association) để tham gia Hội nghị Atlantic 10 (Atlantic Conference hay còn gọi tắt là A-10). Thông báo này được đưa ra chỉ vài ngày sau khi Hội đồng Quản trị chấp thuận văn bản "Tầm nhìn" mà Tiến sĩ Cabrera đã đề ra. Đại học George Mason bắt đầu thi đấu ở A-10 trong năm học 2013–2014, và với sự liên kết của Mason với các thành viên trong A-10, trường đã bắt đầu một chương mới trong thể thao, học thuật, và các khía cạnh khác của đời sống. Tờ The Chronicle of Higher Education đã liệt kê Mason là một trong "Những trường Đại học tuyệt vời để làm việc" từ năm 2010 đến 2014. Tờ Washington Post đã liệt kê Mason là một trong những "Nơi làm việc hàng đầu" vào năm 2014. Hiệp hội WorldatWork Alliance for Work-Life Progress đã trao tặng trường "Con dấu xuất xắc" vào năm 2015. Hiệp hội Người về hưu Hoa Kỳ (American Association of Retired Persons hay AARP) đã liệt kê Mason là một trong những "Nhà tuyển dụng Tốt nhất dành cho Người lao động trên 50 tuổi" vào năm 2013. Hiệp hội Danh dự Phi Beta Kappa đã thành lập một chi nhánh tại trường đại học vào năm 2013.
Vào năm 2018, một vụ kiện về Đạo luật Tự do Thông tin đã tiết lộ rằng các nhà tài trợ theo chủ nghĩa bảo thủ, bao gồm Quỹ Charles Koch và Hiệp hội Federalist, đã có ảnh hưởng trực tiếp đến các quyết định tuyển dụng giảng viên tại các khoa luật và kinh tế của trường đại học. Giám đốc Ángel Cabrera thừa nhận rằng những thông tin được tiết lộ đã đặt ra câu hỏi về tính liêm chính trong học thuật của trường và cam kết sẽ cấm các nhà tài trợ tham gia vào hội đồng tuyển chọn giảng viên trong tương lai.
Vào ngày 31 tháng 7 năm 2019, Tiến sĩ Ángel Cabrera đã từ chức và trở thành Giám đốc của Học viện Công nghệ Georgia. Sau khi Cabrera từ chức, Anne B. Holton (vợ của Thượng Nghị sĩ Tim Kaine) giữ chức Giám đốc tạm quyền cho đến ngày 30 tháng 6 năm 2020.
Vào ngày 24 tháng 2 năm 2020, Hội đồng Quản trị đã bổ nhiệm Gregory Washington trở thành Giám đốc thứ tám của trường. Ông bắt đầu làm việc tại George Mason vào ngày 1 tháng 7 năm 2020. Ông cũng là Giám đốc người Mỹ gốc Phi đầu tiên của trường đại học này.
Vào ngày 23 tháng 3 năm 2020, Đại học George Mason hoàn toàn chuyển sang dạy học trực tuyến trong thời gian đại dịch COVID. Việc dạy học hỗn hợp (kết hợp giữa dạy học trực tiếp trên lớp và trực tuyến trên mạng) đã diễn ra cho các học kỳ Mùa thu 2020, Mùa xuân 2021, và Mùa thu 2021. 

## Khuôn viên đại học
Đại học George Mason có bốn cơ sở tại Hoa Kỳ, tất cả đều nằm trong bang Virginia. Chi tiết hơn, trường có ba cở sở tọa lạc ở khu vực ngoại ô Bắc Virginia của đô thị Washington, D.C., và một cở sở đặt tại vùng Dãy núi Blue Ridge. Trường cũng có một cơ sở tại Hàn Quốc, tại Khu Đô thị mới Songdo của thành phố Incheon. Từ năm 2005 đến 2009, trường có cơ sở tại thủ đô Ras al-Khaimah của Các Tiểu vương quốc Ả Rập Thống nhất. Khuôn viên Blue Ridge tại thị trấn Front Royal được điều hành dưới sự hợp tác giữa Đại học George Mason và Viện Smithsonian.

### Cơ sở Fairfax
Cơ sở Fairfax của trường nằm trên một khu đất rộng 677 mẫu Anh (274 ha). Khu đất này còn bao gồm một ao lớn và tọa lạc ở vùng ngoại ô phía nam Thành phố Fairfax (trung tâm của quận Fairfax) trong khu vực ấn định điều tra dân số George Mason. Đặc khu Columbia cách cơ sở Fairfax của trường khoảng 20 dặm (32 km). Các tòa nhà tiêu biểu trong khuôn viên tại cơ sở này bao gồm Trung tâm Johnson với diện tích 320.000 foot vuông (30.000 m vuông), Trung tâm Nghệ thuật với phòng hòa nhạc có quy mô 2.000 chỗ ngồi, Tòa nhà Kỹ thuật Long và Kimmy Nguyễn rộng 180.000 foot vuông (17.000 m vuông), Tòa nhà Exploratory Hall khành thành năm 2013, một đài quan sát thiên văn và kính thiên văn, Tòa nhà Nghệ thuật và Thiết kế rộng 88.900 foot vuông (8.260 m vuông); thư viện Fenwick vừa được cho mở rộng, Viện Nghiên cứu Cao cấp Krasnow, 3 phòng tập thể dục với đầy đủ tiện nghi, và 1 trung tâm thể thao dưới nước cho sinh viên. Đồng thời, cơ sở Fairfax còn có các sân vận động dành cho các bộ môn điền kinh trong nhà và ngoài trời, bóng chày, bóng mềm, quần vợt, bóng đá, và bóng vợt. Cơ sở Fairfax cũng là nơi đặt Masonvale, một khu ký túc xá dành cho giảng viên, nhân viên, và sinh viên cao học.

#### Phương tiện công cộng
Cơ sở Fairfax được kết nối với Tuyến Cam của Tuyến Tàu điện Washington Metro tại nhà ga Vienna-GMU. Nhiều tuyến xe buýt Metrobus có trạm dừng tại cơ sở này. Ngoài ra, các tuyến Xe buýt CUE số hiệu Green One, Green Two, Gold One, và Gold Two đều cung cấp dịch vụ vận chuyển đi và đến cơ sở Fairfax. Cơ sở này còn được kết nối với Tuyến Manassas của Tuyến Đường sắt Tốc hành Virginia (Virginia Railway Express hay VRE) tại ga Trung tâm Burke. Xe buýt Fairfax Connector tuyến 306 kết nối giữa Mason và ga Tàu điện Pentagon Metro. Đồng thời, trường có cung cấp dịch vụ xe đưa đón riêng chạy giữa khuôn viên này với thị trấn Vienna, quận Fairfax, Trạm Tàu điện Metro GMU, ga VRE tại Trung tâm Burke, Khuôn viên Khoa học và Công nghệ (cơ sở Prince William), khuôn viên phía Tây (West Campus) của cơ sở Fairfax, và trung tâm thành phố Fairfax.

#### Tượng George Mason
Bức tượng đồng của chính trị gia George Mason nằm trong khuôn viên cơ sở Fairfax được chế tạo bởi Wendy M. Ross và tặng cho trường vào ngày 12 tháng 4 năm 1996. Bức tượng cao 7.5 foot khắc họa George Mason đang trình bày bản thảo đầu tiên của ông về Tuyên ngôn về Quyền của bang Virginia mà sau này là cơ sở cho Tuyên ngôn Nhân quyền của Hiến pháp Hoa Kỳ. Bên cạnh Mason là mô hình của một bàn viết trong phòng học của ông tại biệt thự Gunston Hall ở Virginia. Những cuốn sách trên bàn là các tập bài viết của Hume, Locke và Rousseau - những người đã ảnh hưởng đến tư tưởng của George Mason. 

### Cở sở Arlington
Cơ sở Arlington có diện tích 5,2 mẫu Anh (2,1 ha) tọa lạc tại Quảng trường Virginia (Virginia Square), một khu đô thị nhộn nhịp ở rìa khu thương mại Clarendon thuộc Quận Arlington. Cơ sở này cách trung tâm thủ đô Washington, D.C. khoảng bốn dặm (6,4 km). Cơ sở Arlington được mua năm 1979 cùng thời điểm với viêc mua lại trường luật. Năm 1998, toà nhà Hazel Hall mở cửa làm cơ sở chính cho Trường Luật Đại học George Mason (nay là Trường Luật Antonin Scalia). Sự phát triển của Đại học George Mason sau đó đã giúp trường có thêm Van Meter Hall (trước đây là Founders Hall) để dùng làm cơ sở chính cho Trường Chính sách và Chính phủ Schar, Trung tâm Phân tích Khu vực, và các văn phòng hành chính cho chương trình cao học của Trường Khoa Kinh doanh. Toà nhà Vernon Smith Hall là cơ sở chính của Trường Jimmy và Rosalynn Carter vì Hòa bình và Giải quyết Xung đột, Trung tâm Mercatus, và Viện Nghiên cứu Nhân đạo.  Khuôn viên cơ sỏ Arlington cũng có Thính phòng Founders Hall với quy mô 300 chỗ ngồi.

#### Phương tiện công cộng
Cơ sở Arlington được kết nối với Tuyến Cam của Tuyến Tàu điện Washington Metro tại nhà ga Virginia Square-GMU nằm cách khuôn viên chính khoảng một dãy nhà về phía tây. Đồng thời, các chuyến xe đưa đón của Mason và xe buýt Metrobus tuyến 38B cũng có trạm dừng trong khuôn viên trường. Các tuyến 41, 42 và 75 của xe buýt Arlington Rapid Transit (hoặc ART) cũng có trạm dừng trong cơ sở này. Khuôn viên trường có 1 trạm sạc xe điện, 5 điểm đỗ ô tô yêu cầu giấy phép dành cho người khuyết tật, 3 điểm đỗ xe đạp, và 1 điểm đỗ của hệ thống chia sẻ xe đạp Capitol Bikeshare.

### Cở sở Prince William
Cơ sở Prince William ban đầu được đổi tên thành là Cơ sở Khoa học và Công nghệ (Science and Technology; tên gọi tắt là SciTech) ngày 23 tháng 4 năm 2015. Cơ sở này tọa lạc tại thành phố Manassas, quận Prince William, bang Virginia. Cơ sở Khoa học và Công nghệ được khánh thành vào ngày 25 tháng 8 năm 1997 trên khu đất rộng 134 mẫu Anh (54 ha) với một số khu vực vẫn chưa được phát triển. Có hơn 4.000 sinh viên đang theo học các lớp về tin sinh học, công nghệ sinh học, công nghệ thông tin, và các lớp trong chương trình giáo dục và nghiên cứu sinh học pháp y. Cơ sở này cũng cung cấp các chương trình bậc đại học về sức khỏe, thể dục, và giải trí. Ngoài ra, ở hệ cao học, cơ sở Khoa học và Công nghệ cung cấp chương trình về thể dục thể thao, sức khỏe, hệ thống thông tin địa lý, và quản lý cơ sở. Cở sở này cũng là nơi đại học George Mason đặt Phòng Thí nghiệm Nghiên cứu Y Sinh (Biomedical Research Laboratory) có độ An toàn sinh học cấp III với an ninh nghiêm ngặt. Ngoài ra, cơ sở Khoa học và Công nghệ cũng có nhiều phòng nghiên cứu An toàn sinh học cấp II ở các toàn nhà như Discovery Hall hay Viện Nghiên cứu Y Sinh Tiên tiến (Institute for Advanced Biomedical Research), và một trang trại xác nhằm phục vụ cho chương trình pháp y của trường. Hai khu vực là Merchant Hall với sức chứa 1.123 chỗ ngồi và Thính phòng Verizon (Verizon Auditorium) với sức chứa 300 chỗ ngồi nằm trong Trung tâm Biểu diễn Nghệ thuật Hylton (Hylton Performing Arts Center) được khai trương vào năm 2010.
Trung tâm Thể hình và Thể thao dưới nước Freedom (Freedom Aquatic and Fitness Center) với quy mô 110.000 foot vuông do Trung tâm Doanh nghiệp Mason (Mason Enterprise Center) điều hành. Trung tâm Mason cho Học tập theo Nhóm và Tổ chức (Mason Center for Team and Organizational Learning), hay còn được gọi cách điệu thành EDGE, là một cơ sở giáo dục trải nghiệm mở cửa cho công chúng. Phòng thí nghiệm Nghiên cứu và Thử nghiệm Đánh giá Y học Thể thao, hay còn được gọi là Phòng thí nghiệm SMART, nằm trong trung tâm Freedom. Phòng thí nghiệm SMART được biết đến nhiều nhất nhờ các nghiên cứu về chấn động não. 
Vào năm 2019, trường đại học đã tham gia vào một nghiên cứu khả thi về việc thành lập một trường y khoa tại Cơ sở Khoa học và Công nghệ. Trường y khoa được đề xuất này dự kiến sẽ hoàn thành vào năm 2022.

### Cơ sở Front Royal
Cở sở Front Royal, Virginia hay còn gọi là Trường Bảo tồn Smithsonian-Mason (Smithsonian-Mason School of Conservation) là kết quả của sự hợp tác giữa Viện Smithsonian và trường đại học George Mason. Cơ sở này được khởi công vào ngày 29 tháng 6 năm 2011 và chính thức mở cửa cho sinh viên vào tháng 8 năm 2012 sau khi. Mục tiêu chính của cơ sở này là đào tạo về bảo tồn toàn cầu. Trung tâm Học thuật Volgenau (Volgenau Academic Center) bao gồm 3 phòng thí nghiệm giảng dạy, 4 phòng học, và 18 văn phòng. Công viên Quốc gia Shenandoah có thể nhìn thấy từ chỗ ngồi trong nhà và khu vực ngoài trời của khu ăn uống. Cở sở này cũng có một khu ký túc xá bao gồm 60 phòng đôi, 1 cơ sở tập thể dục, và không gian học tập

### Cơ sở Hàn Quốc (Songdo, Hàn Quốc)
Được khành thành vào tháng 3 năm 2014, cở sở Hàn Quốc nằm trong Khu Đô thị mới Songdo thuộc thành phố Incheon của Hàn Quốc. Cơ sở này nằm trên một khu đất rộng 42.000 mẫu Anh (17.000 ha) được thiết kế có sức chứa 850.000 người. Khuôn viên cơ sở này nằm cách thủ đô Seoul 25 dặm (40 km), và cách Trung Quốc và Nhật Bản khoảng hai giờ bay. Đồng thời, cơ sở Hàn Quốc cũng được kết nối với hệ thống Tàu điện ngầm Seoul. 

Dựa theo quy định của bang Virginia, cơ sở Songdo không có sự khác biệt nào về mặt pháp lý so với các cơ sở khác của Đại học George Mason tại Hoa Kỳ. 
"... board of visitors shall have the same powers with respect to operation and governance of its branch campus in Korea as are vested in the board by the Code of Virginia with respect to George Mason University in Virginia ..."
Tạm dịch:
"... Hội đồng Quản trị sẽ có các quyền trong việc hoạt động và quản trị tại cơ sở chi nhánh ở Hàn Quốc tương tự như các quyền được trao cho Hội đồng bởi Bộ luật Virginia đối với Đại học George Mason ở Virginia..."
Niên khóa đầu tiên tại cơ sở Hàn Quốc tốt nghiệp vào tháng 12 năm 2017. Với ngôn ngữ giảng dạy là tiếng Anh, sinh viên tại cơ sở Hàn Quốc được nhận bằng tốt nghiệp giống như sinh viên ở cơ sở chính tại Hoa Kỳ. 

## Học thuật

### Xếp hạng
Đại học George Mason cung cấp chương trình đào tạo hệ cử nhân, thạc sĩ, luật, và tiến sĩ. Tỷ lệ sinh viên:giảng viên là 17:1. 58% các lớp đại học có ít hơn 30 sinh viên, và 30% các lớp đại học có ít hơn 20 sinh viên.
Xếp hạng của chương trình cử nhân theo US News & World Report gồm
- Thứ 143 (Tier 1) – Xếp hạng Các trường Đại học trong nước năm 2011
- Thứ 72 – Top Các trường Đại học Công trong nước 2011

- Thứ 88 – Các Chương trình ngành Kinh doanh bậc Đại học Tốt nhất 2011

Theo xếp hang các chương ttrình hệ cao học của US News & World Report
- Thứ 42 – Luật 2010
- Thứ 51 – Khoa học chính trị 2009
- Thứ 64 – Lịch sử 2009
- Thứ 45 – Quan hệ Công chúng 2008
- Thứ 63 – Điều dưỡng 2007
- Thứ 65 – Giáo dục 2008
- Thứ 70 – Chương trình Thạc sĩ Quản trị Kinh doanh Bán thời gian 2011
- Thứ 8 – Chương trình Tiến sĩ Tâm lý học Công nghiệp và Tổ chức 2001

- Thứ 63 – Khoa học máy tính 2001

### Cơ cấu

#### Các Trường khoa
Trường Nhân văn và Khoa học Xã hội (College of Humanities and Social Sciences) - thành lập năm 2006 
- Được tách từ Trường Nghệ thuật và Khoa học (College of Art and Science - 1957)

Trường Khoa học (College of Science) - thành lập năm 2006 
- Được tách từ Trường Nghệ thuật và Khoa học (College of Art and Science - 1957)

Trường Kinh doanh (School of Business) - thành lập năm 2014
- Đươc hình thành sau sự sát nhập giữa Trường Quản trị Kinh Doanh (School of Business Administration - 1977) và Trường Quản lý (School of Management - 1981)

Trường Luật Antonin Scalia (Antonin Scalia Law School) - thành lập năm 2016
- Tên gọi ban đầu là Trường Luật (School of Law - 1997)

Trường Kỹ thuật và Điện toán (College of Engineering and Computing) - thành lập năm 2021
- Đươc hình thành sau sự sát nhập giữa Trường Công nghệ Thông tin và Kỹ thuật (School of Information Technology and Engineering - 1985) và Trường Kỹ thuật Volgenau (Volgenau School of Engineering - 2005)

Trường Y tế và Dịch vụ Nhân sinh (College of Health and Human Services) - thành lập năm 1998 
- Tên gọi ban đầu là Trường Điều dưỡng (School of Nursing - 1985)

Trường Nghệ thuật Thị giác và Biểu diễn (College of Visual and Performing Arts) - thành lập năm 1990
Trường Chính sách và Chính phủ Schar (Schar School of Policy and Government) - thành lập năm 2016
- Đươc hình thành sau sự sát nhập giữa Trường Chính sách Công (School of Public Policy - 1990) và Khoa Quan hệ Công chúng và Quốc tế (Department of Public and International Affairs - 1990)

Trường Giáo dục và Phát triển Con người (College of Education and Human Development ) - thành lập năm 1994 
- Tên gọi ban đầu là Trường Cao học về Giáo dục (Graduate School of Education - 1991)

Trường Hòa bình và Giải quyết Xung đột Jimmy và Rosalynn Carter (Jimmy and Rosalynn Carter School for Peace and Conflict Resolution) - thành lập năm 2020 
- Tên gọi ban đầu là Trường Phân tích và Giải quyết Xung đột (School for Conflict Analysis and Resolution - 1991)

Viện Nghiên cứu Cao cấp Krasnow (Krasnow Institute for Advanced Study) - thành lập năm 1993

#### Trường Y tế và Dịch vụ Nhân sinh
Trường tọa lạc tại tòa nhà Peterson Family Health Sciences Hall (hay đơn giản là Peterson Hall) trong khuôn viên cơ sở Fairfax, Virginia. Hiện tại, trường là nơi học tập của khoảng 3.000 sinh viên. Trường cung cấp 5 chương trình đào tạo hệ cử nhân, 12 chuơng trình đào tạo hệ cao học, và 11 loại chứng chỉ. Các chương trình đào tạo tại trường được công nhận bởi Hiệp hội các Chương trình Đại học về Quản lý Y tế (AUPHA), Ủy ban Kiểm định Giáo dục Quản lý Thông tin và Tin học Y tế (CAHIIM), và Ủy ban Kiểm định Giáo dục Quản lý Chăm sóc Sức khỏe (CAHME), Hội đồng Giáo dục cho Y tế Công cộng (CEPH), Ủy ban Giáo dục Điều dưỡng Đại học (CCNE), và Hội đồng Giáo dục Công tác Xã hội (CSWE).

### Tuyển sinh
Từ năm 2009 đến năm 2013, số lượng đơn đăng ký nhập học vào đại học George Mason tăng 21%. Đồng thời, trường có thêm 4% sinh viên ghi danh vào các chương trình đào tạo hệ chính quy. Tuy nhiên, tỷ lệ đơn đăng ký hệ đại học và cao học được chấp nhận lại giảm 4%. Tỉ lệ đơn đăng ký vào trường luật của trường được chấp nhận tăng 10%. Về con số cụ thể, trường Mason đã tuyển 33.917 sinh viên cho học kỳ mùa thu năm 2013, tăng 956 (3%) so với mùa thu năm 2012. Sinh viên bậc đại học chiếm 65% (21.990) số lượng tuyển sinh mùa thu, trong khi sinh viên bậc cao học chiếm 34% (11.399), và sinh viên trường luật chiếm luật 2% (528). Trong học kỳ mùa thu 2013, số lượng sinh viên đại học nhiều hơn so với mùa thu năm 2012 với chênh lệch là 1.337 (+7%). Tuy nhiên, số lượng sinh viên tốt nghiệp lại thấp hơn năm 2012 với chênh lệch là 262 (−2%), và số lượng sinh viên trường luật cũng thấp hơn với chênh lệch là 119 (−18%). Sinh viên trúng tuyển đến từ 50 tiểu bang trong nước và 122 quốc gia trên toàn thế giới. Tính đến mùa thu năm 2014, trường có 33.791 sinh viên theo học, trong đó có 21.672 sinh viên hệ cử nhân, 7.022 sinh viên hệ thạc sĩ, 2.264 sinh viên hệ tiến sĩ, và 493 sinh viên theo học luật.

### Số lượng ghi danh
Tính đến năm 2017, Đại học George Mason đã tuyển sinh 34.904 sinh viên, trở thành trường đại học lớn nhất tính theo số lượng sinh viên tại bang Virginia.

### Cấp phép
Đại học George Mason được Hiệp hội các Trường Đại học và Cao đẳng phía Nam (SACS) cấp phép để cấp bằng hệ cử nhân, thạc sĩ, và tiến sĩ. 

## Nghiên cứu
Tính đến năm 2019, Đại học George Mason chuyên nghiên cứu về các hệ quả trong nhiều lĩnh vực khác nhau. Trường đã dành được 149 triệu đô la Mỹ cho các dự án nghiên cứu được tài trợ hàng năm. Năm 2016, dựa theo Phân loại Carnegie về các Tổ chức Giáo dục Đại học, Đại học George Mason là một trong số các trường đại học Hoa Kỳ nhận được tài trợ nghiên cứu và trao học bổng nghiên cứu/học bổng tiến sĩ nhiều nhất. Trường được xếp vào phân loại này dựa trên một đánh giá dữ liệu năm 2013–2014 do Đại học Indiana thực hiện.
Các nghiên cứu của Đại học George Mason tập trung vào sức khỏe, tính bền vững, và an ninh. Về lĩnh vực sức khỏe, các nhà nghiên cứu tập trung vào chăm sóc sức khỏe, phòng chống bệnh tật, chẩn đoán nâng cao, và phân tích y sinh. Các nghiên cứu về tính bền vững chú trọng vào quá trình biến đổi khí hậu, dự báo thiên tai, và đánh giá rủi ro. Về vấn đề bảo mật, các chuyên gia của Đại học George Mason nghiên cứu về an ninh trong nước và quốc tế cũng như an ninh mạng.

### Các trung tâm và viện nghiên cứu tại trường
Trường đại học có nhiều trung tâm và viện nghiên cứu 
- Trung tâm Ứng dụng Nghiên cứu Proteins và Y học Phân tử (Center for Applied Proteomics and Molecular Medicine)
- Trung tâm Nước sạch và Công nghệ Bền vững (Center for Clean Water and Sustainable Technologies hay CCWST)
- Trung tâm Truyền thông về Biến đổi khí hậu (Center for Climate Change Communication hay 4C)
- Trung tâm An toàn và Phân tich Va Chạm (Center for Collision Safety and Analysis)
- Trung tâm Ưu việt trong Chỉ huy, Kiểm soát, Truyền thông, Điện toán, và Tình báo (Center for Excellence in Command, Control, Communications, Computing and Intelligence hay C4I)
- Trung tâm Nghiên cứu Nhân văn (Center for Humanities Research)
- Trung tâm Khoa học Vị trí (Center for Location Science)
- Trung tâm Tin học Thần kinh (Center for Neural Informatics)
- Trung tâm Thực hành Hòa bình (Center for Peacemaking Practice)

- Trung tâm Khởi nghiệp Bất động sản (Center for Real Estate Entrepreneurship)
- Trung tâm Phân tích Khu vực (Center for Regional Analysis)
- Trung tâm Phức hợp Xã hội (Center for Social Complexity)
- Trung tâm Nghiên cứu Lựa chọn Công cộng (Center for Study of Public Choice)
- Trung tâm Tin học thần kinh, Cấu trúc, và Khả biến (Center for Neural Informatics, Structures, and Plasticity hay CN3)
- Trung tâm Phúc lợi (Center for Well-Being)
- Viện Nghiên cứu Y Sinh Tiên tiến (Institute for Advanced Biomedical Research)
- Trung tâm Khoa học Kinh tế Liên ngành (Interdisciplinary Center for Economic Science)
- Viện Nghiên cứu Cao cấp Krasnow (Krasnow Institute for Advanced Study)
- Trung tâm Mercatus (Mercatus Center)
- Trung tâm Phòng chống Sinh học và Bệnh Truyền nhiễm Quốc gia (National Center for Biodefense and Infectious Diseases)
- Trung tâm Lịch sử và Truyền thông Mới Roy Rosenzweig (Roy Rosenzweig Center for History and New Media)
- Phòng thí nghiệm SMART (Đánh giá, Nghiên cứu và Thử nghiệm Y học Thể thao) (SMART lab - Sports Medicine Assessment, Research & Testing)
- Viện Stephen S. Fuller (Stephen S. Fuller Institute)

## Đời sống sinh viên

### Các truyền thống
Sinh viên sẽ được phép trang trí bức tượng George Mason trong khuôn viên cơ sở Fairfax cho các sự kiện tại trường. Một số sinh viên xoa vào ngón chân của George Mason để cầu may mắn, và nhiều sinh viên tạo dáng với bức tượng để chụp ảnh tốt nghiệp. Giữa năm 1988 và 1990, Anthony Maiello đã viết bản gốc bài hát George Mason Fight Song mà sau đó viết lại bởi Michael Nickens vào năm 2009.
Vào mỗi mùa xuân, các tổ chức sinh viên tại Mason cạnh tranh sẽ với nhau để sơn một trong 38 chiếc ghế dài nằm ở khoảng sân phía trước Thư viện Fenwick. Trong nhiều năm, các tổ chức sinh viên đã sơn những băng ghế dọc lối đi để hội nhóm của họ được nhiều người biết đến. Với hơn 300 tổ chức sinh viên, có rất nhiều sự cạnh tranh để sơn được một trong những băng ghế. 

### Khu ký túc xá
Khu ký túc xá với tên gọi Townhouses nằm ở phía bắc của Đại học George Mason. Khu ký túc xá này, về mặt lý thuyết, nằm trong khuôn viên trường, mặc dù cách trung tâm cơ sở Fairfax khoảng một dặm và cách rìa của cơ sở này khoảng nữa dặm. Ở khu vực phía đông của cơ sở Fairfax là Masonvale, khu ký túc xá dành cho nghiên hệ cao học và các giảng viên thỉnh giảng. Ở khu vực phía nam của cơ sở Fairfax là các khu ký túc xá mang tên President's Park, Liberty Square, và Potomac Heights. Còn ở phía tây cơ sở Fairfax, gần Đường Ox (hay còn gọi là Đường 123), là các khu ký túc xá mang tên Mason Global Center, Whitetop, and Rogers. Khu ký túc xá mang tên Student Apartments gần đường Aquia Creek đã bị phá bỏ vào năm 2019. Gần trung tâm cơ sở Fairfax hơn là các ký túc xá dọc theo đường Chesapeake mang tên Northern Neck, Commonwealth, Blue Ridge, Sandbridge, Piedmont, Tidewater, Hampton Roads, Dominion, Eastern Shore và Commons. Tại cơ sở Khoa học và Công nghệ (SciTech) tại Manassas, Virginia, cách cơ sở Fairfax 21 dặm (34 km) về phía tây, khu ký túc xá Beacon Hall được thiết kế để làm nơi ở cho sinh viên bậc cao học. Cách 54 dặm (87 km) về phía tây cơ sở Fairfax, khu ký túc xá mang tên G.T. Halpin Family Living & Learning Community nằm trong khuôn viên Trường Bảo tồn Smithsonian-Mason. Cách 6.961 dặm (11.203 km) về phía tây cơ sở Fairfax, khu ký túc xá mang tên Student's Hall and Guest House nằm trong khuôn viên cơ sở Songdo, Hàn Quốc. 

#### Dịch vụ giao đồ ăn bằng robot trong khuôn viên trường
Cơ sở Fairfax của Đại học George Mason là cơ sở đầu tiên của Hoa Kỳ triển khai dịch vụ giao đồ ăn bằng robot vào dịch vụ bữa ăn của trường. Có 25 rô-bốt tự hành được cung cấp bởi công ty rô-bốt Starship Technologies từ Estonia để thực hiện việc giao đồ ăn.

### Tổ chức sinh viên
Đại học George Mason công nhận 500 tổ chức sinh viên. Các tổ chức sinh viên có một hoặc nhiều mục tiêu học tập, xã hội, thể thao, tôn giáo/phi tôn giáo, nghề nghiệp, hoặc bất kỳ trọng tâm nào khác. 

### Truyền thông
Đại học George Mason tài trợ cho một số hoạt đông truyền thông do sinh viên điều hành thông qua Văn phòng Truyền thông Sinh viên (Office of Student Media) bao gồm:
- The Fourth Estate: Một trang web và báo sinh viên được phát hành vào mỗi thứ Hai hàng tuần.
- The George Mason Review: Một tạp chí đại học liên ngành.
- Hispanic Culture Review: Xuất bản hăng năm các bài viết sáng tạo, đánh giá sách, tường thuật, và tiểu luận bằng cả tiếng Tây Ban Nha và tiếng Anh.
- Mason Cable Network: Một trạm truyền hình do sinh viên quản lý nhằm cung cấp các chương trình giải trí và phân tích dành cho sinh viên.
- Phoebe: Một tạp chí xuất bản hàng năm các tác phẩm văn học và nghệ thuật gốc.
- So to Speak: Một tạp chí nữ quyền xuất bản mỗi kỳ học với nội dung bao gồm các bài thơ, tiểu thuyết, truyện phi hư cấu, và nghệ thuật thị giác.
- Volition: Trước đây được gọi là Apathy, là tạp chí văn học và nghệ thuật sáng tạo bới sinh viên bậc cử nhân.
- WGMU Radio: Phát sóng nhiều chương trình âm nhạc, trò chuyện, thể thao, và tin tức. WGMU cũng là trạm phát sóng lớn tường thuật cho đội bóng rổ nam và nữ của George Mason, một phần của Mạng kỹ thuật số Go Mason (Go Mason Digital Network).

### Các hội nam sinh và nữ sinh
Đại học George Mason công nhận 42 hội nam sinh và và hội nữ sinh với tổng cộng khoảng 1.800 thành viên. Mason không có khu nhà ở (thường được gọi là "Dãy Hy Lạp" hay "Greek Row") truyền thống dành riêng cho các hội sinh viên này. Các hoạt động tuyển dụng, từ thiện — bao gồm Tuần lễ Hy Lạp (Greek Week) vào mùa xuân— và các hoạt động khác của hội đều diễn ra tại cơ sở Fairfax.

### Hoạt động văn thể mỹ

#### Các đội thể thao ở Bảng I
George Mason Patriots là các đội thể thao của Đại học George Mason tại cơ sở Fairfax, Virginia. Các đội Patriots thi đấu trong Bảng I của Hiệp hội Vận động viên Đại học Quốc gia (National Collegiate Athletic Association hay NCAA) với tư cách là thành viên của Hội nghị Atlantic 10 ở hầu hết các môn thể thao. Khoảng 485 sinh viên-vận động viên tranh tài ở 22 môn thể thao nam và nữ Bảng I ở các nội dung bao gồm: bóng chày, bóng rổ, chạy việt dã, gôn, bóng vợt, chèo thuyền, bóng đá, bóng mềm, bơi và lặn, quần vợt, điền kinh trong nhà và ngoài trời, bóng chuyền, và đấu vật. Các đội tuyển nam và nữ liên trường là thành viên của Hiệp hội Vận động viên Quốc gia Bảng I, A-10, Hội nghị Thể thao Đại học Miền Đông (ECAC), Hiệp hội Bóng chuyền Liên trường Miền Đông (EIVA), Liên đoàn Đấu vật Miền Đông (EWL), và Liên đoàn Bóng chuyền Miền Đông, Hiệp hội vận động viên nghiệp dư liên trường của Mỹ (IC4A).

#### Câu lạc bộ thể thao nội bộ
Ngoài các đội Bảng I tại NCAA, Đại học George Mason còn có một số câu lạc bộ thể thao.

#### Biểu diễn nghệ thuật
The Mason Players là một tổ chức sinh viên dẫn dắt bởi các giảng viên. Tổ chức này đã sản xuất sáu tác phẩm bao gồm hai sản phẩm dạng sân khấu lớn ("Main Stage") do các giảng viên hoặc nghệ sĩ khách mời chỉ đạo. Đồng thời, các sản phẩm dạng phòng thu ("Studio") do sinh viên chỉ đạo thông qua các hướng dẫn trong quy trình đăng ký tại Mason Players. Ngoài ra còn có một vở "Originals" được sản xuất hàng năm, bao gồm các vở kịch gốc dài 10 phút do sinh viên viết. Sinh viên toàn thời gian của Đại học George Mason, bảo gồm cả sinh viên trong Trường Sân khấu (School of Theater) và sinh viên ở các ngành tại các Trường khác, đều được phép thử vai cho các tác phẩm này.

## Các vấn đề gây tranh cãi

### Tài trợ của Quỹ Koch
Đại học George Mason đã gây tranh cãi xung quanh việc nhận các khoản đóng góp từ Quỹ Charles Koch. Các tài liệu của trường đại học tiết lộ rằng anh em nhà Koch được trao quyền chọn ứng viên với điều kiện quyên góp tiền. Trường đã phải thay đổi các quy tắc của nhà tài trợ sau sự việc này.

### Hành vi tình dục sai trái
Vào năm 2016, một nam sinh đã thắng trong vụ kháng cáo hủy bỏ việc bị đình chỉ vì tội tấn công tình dục.
Quy trình Tiêu đề IX (điều tra phân biệt giới tính) tại Đại học George Mason tiếp tục là chủ đề gây tranh cãi. Sau khi thuê Brett Kavanaugh làm giáo sư thỉnh giảng tại trường luật vào năm 2019, các sinh viên đã gửi đơn yêu cầu trường không chỉ sa thải Kavanaugh mà còn tăng số lượng Điều phối viên Tiêu đề IX. Bản kiến nghị đã nhận được 10.000 chữ ký và dẫn đến sự chấp thuận việc tài trợ để tuyển thêm hai vị trí Điều phối viên Tiêu đề IX.
Năm 2018, Peter Pober bị cáo buộc có hành vi tình dục sai trái trong thời gian làm Huấn luyện viên của đội Hùng biện. Ông đã nghỉ hưu trong khi bị điều tra các cáo buộc về hành vi sai trái. 

### Cách đặt tên trường luật
Năm 2016, trường luật của George Mason được đặt tên ngắn gọn là Trường Luật Antonin Scalia. Trường ra nhanh chóng ra quyết định này sau khi nhận ra rằng tên gọi ban đầu sẽ dẫn đến một từ viết tắt thô tục là "ASSLaw" (tạm dịch: Luật Mông). 

## Các giảng viên và cựu sinh viên tiêu biểu

### Giảng viên
- Vasily Aksyonov: tiểu thuyết gia, nhà thơ, nhà bất đồng chính kiến chống chế độ toàn trị người Nga, tác giả cuốn Generations of Winter, dạy văn học Nga tại GMU trong thời kỳ lưu vong vào những năm 1980-90.
- Donald J. Boudreaux: nhà kinh tế học, cộng tác viên của Pittsburgh Tribune-Review và blog Cafe Hayek, đồng thời là tác giả của những cuốn sách như Globalization and Hypocrites and Half-Wits.
- James M. Buchanan: người đoạt giải Nobel Kinh tế năm 1986.
- Bryan Caplan: nhà kinh tế học, blogger tại EconTalk, tác giả cuốn sách The Myth of the Rational Voter và The Case Against Education.
- Tyler Cowen: nhà kinh tế học, giám đốc Trung tâm Mercatus tại Mason và là người sáng lập blog Marginal Revolution.
- Christopher d'Amboise: vũ công, biên đạo múa, người được đề cử giải Tony.
- Helen C. Frederick: nghệ sĩ và thợ in
- Jack Goldstone: nhà xã hội học và khoa học chính trị chuyên về các cuộc cách mạng, thành viên cao cấp không thường trú tại Viện Brookings, Người chiến thắng Giải thưởng Guggenheim năm 2014.
- Hugh Heclo: nhà khoa học chính trị đạt khoảng trợ cấp Guggenheim Fellow và giải Giáo sư Công vụ Clarence J. Robinson.
- Jonathan Katz: nhà mật mã học và đồng tác giả của Modern Cryptography.
- Brett Kavanaugh: Thẩm phán Tòa án Tối cao Hoa Kỳ.
- Emily W. Murphy: cựu Giám đốc Cơ quan Quản lý Dịch vụ Tổng hợp (GSA) dưới thời Tổng thống Donald Trump.
- Steven Pearlstein: người đoạt giải Pulitzer về kinh tế học trên nhật báo The Washington Post.
- Russ Roberts: nhà kinh tế học và người dẫn chương trình EconTalk.
- Roy Rosenzweig: học giả Fulbright, nhà sử học, thành lập Trung tâm Lịch sử và Truyền thông Mới.
- Louise Shelley: đạt được tài trợ của Andrew Carnegie Fellow từ Tập đoàn Carnegie của New York năm 2015.
- Martin Sherwin: người đoạt giải Pulitzer cho tiểu sử của ông về Robert Oppenheimer.
- Vernon L. Smith: nhà kinh tế học đoạt giải Nobel năm 2002.
- Gordon Tullock: một trong những người đề xuất học thuyết kinh tế lựa chọn công cộng.
- Roger Wilkins: đạt giải Giáo sư Lịch sử và Văn hóa Hoa Kỳ Clarence J. Robinson, người đoạt giải Pulitzer, nhà báo, nhà lãnh đạo dân quyền và cựu Trợ lý Bộ trưởng Tư pháp Hoa Kỳ.
- Walter E. Williams: Nhận giải Giáo sư Kinh tế học John M. Olin.

### Cựu sinh viên
- Abdiweli Mohamed Ali: Tổng thống Puntland và Thủ tướng Somalia.
- Bryon Allen (sinh năm 1992): cầu thủ bóng rổ tại câu lạc bộ Hapoel Eilat của Giải bóng rổ ngoại hạng Israel.
- Anousheh Ansari: kỹ sư người Mỹ gốc Iran, đồng sáng lập Prodea Systems, và là người phụ nữ Hồi giáo đầu tiên bay vào vũ trụ.
- Justin Bour: cựu cầu thủ bóng chày tại giải Major League Baseball.
- Callie Brownson: huấn luyện viên bóng bầu dục người Mỹ.
- Anna E. Cabral: Thống đốc Ngân khố Hoa Kỳ dưới thời Tổng thống George W. Bush.
- Shawn Camp: cựu cầu thủ đội bóng chày của Giải bóng chày nhà nghề, huấn luyện viên đội bóng chày tạm thời hiện tại của đại học George Mason.
- Kathleen L. Casey: Ủy viên Ủy ban Giao dịch và Chứng khoán Hoa Kỳ.
- Rabia Chaudry: luật sư người Mỹ gốc Pakistan, tác giả của cuốn sách bán chạy nhất của New York Times mang tên Adnan’s Story: The Search for Truth and Justice After Serial và host của một podcast.
- Mike Colangelo: cựu cầu thủ bóng chày tại giải Major League Baseball.
- Ken Cuccinelli: Viên chức Cấp cao Thực hiện Nhiệm vụ Thứ trưởng Bộ An ninh Nội địa dưới thời Tổng thống Donald Trump, cựu Bộ trưởng Tư pháp bang Virginia, và ứng cử viên Đảng Cộng hòa năm 2013 cho vị trí Thống đốc bang.
- Carla Dove: nhà điểu học và chuyên gia hàng đầu về các cuộc va chạm giữa máy bay và chim.
- Mike Draper: cựu cầu thủ bóng chày tại giải Major League Baseball.
- Chad Dukes: phát thanh viên.
- Erden Eruç: chủ tịch kiêm giám đốc điều hành của tổ chức phi lợi nhuận Around-n-Over và là người đã thực chuyến đi vòng quanh thế giới một mình đầu tiên được vận hành hoàn toàn bởi sức người.
- Christine Fox: cựu Thứ trưởng Quốc phòng. Sau khi được bổ nhiệm, Fox trở thành người phụ nữ cấp cao nhất phục vụ trong Bộ Quốc phòng Hoa Kỳ và cũng là nguồn cảm hứng cho nhân vật Charlotte "Charlie" Blackwood trong phim Top Gun.
- Hala Gorani: người dẫn chương trình và phóng viên cấp cao của CNN International.
- Jim Hagedorn: dân biểu từ Quận I của Quận Quốc hội bang Minnesota.
- Nikki Hornsby: Nghệ sĩ thu âm bầu chọn giải Grammy, ca sĩ, nhạc sĩ, người làm âm nhạc, người sáng lập CJP-NHRecords.com, người mang truyền thống âm nhạc Gia đình Hornsby ra phạm vi quốc tế.
- Elsa Jean: nữ diễn viên khiêu dâm trong ngành công nghiệp phim người lớn của Đức.
- David Jolly: cựu Dân biểu Hạ viện Hoa Kỳ.
- Jake Kalish: cầu thủ bóng chày.
- Archie Kao: diễn viên nổi tiếng trong các chương trình Power Rangers Lost Galaxy, Chicago P.D., và CSI: Crime Scene Investigation.
- Steffen Kraus: cầu thủ bóng đá chuyên nghiệp người Đức.
- Carolyn Kreiter-Foronda: cựu Nhà thơ đoạt giải Virginia.
- Peter G. Levine: nhà nghiên cứu phục hồi sau đột quỵ, tác giả cuốn Stronger After Stroke.
- Cameron Long (sinh năm 1988): cầu thủ bóng rổ ở Giải Ngoại hạng Israel.
- Jennifer Loud: điều dưỡng, nhà nghiên cứu y học, và cựu trợ lý giám đốc nhánh di truyền học lâm sàng của Viện Ung thư Quốc gia (National Cancer Institute).
- Jan Makamba: chính trị gia người Tanzania.
- Jason Miskiri: cựu cầu thủ NBA.
- Darryl Monroe: cầu thủ bóng rổ chuyên nghiệp, MVP Giải bóng rổ ngoại hạng Israel 2016.
- Dayton Moore: chủ tịch của Kansas City Royals
- Sareh Nouri: nhà thiết kế áo cưới sang trọng người Ba Tư.
- Chris O'Grady, cựu cầu thủ bóng chày tại giải Major League Baseball.
- J. J. Picollo: tổng giám đốc của Kansas City Royals
- Steve Richchetti: cựu Phó Chánh văn phòng Nhà Trắng của Tổng thống Bill Clinton.
- Robert Rose: cựu cầu thủ NBA
- Denise Turner Roth: Giám đốc của Cơ quan Dịch vụ Tổng hợp Hoa Kỳ (GSA).
- Karl Rove: cựu Phó Chánh văn phòng Nhà Trắng của Tổng thống George W. Bush
- Rhea Seehorn: nữ diễn viên nổi tiếng với vai Kim Wexler trong Better Call Saul.
- Shawn Stiffler: huấn luyện viên trưởng đội bóng chày của Notre Dame Fighting Irish
- Martin Andrew Taylor: cựu phó chủ tịch cấp cao trong các công ty Windows Live và MSN, Chánh văn phòng của cựu CEO Microsoft Steve Ballmer.
- David Verburg: vận động viên điền kinh, huy chương vàng Olympic 2016.
- Ian Weakley: vận động viên vượt rào Olympic.
- Chris Widger: cựu cầu thủ đội bóng chày tại câu lạc bộ Seattle Mariners và Chicago White Sox ở giải Major League Baseball.
- Ricky Wilson: cựu cầu thủ NBA.
- Irad Young (sinh 1971): cầu thủ bóng đá người Mỹ gốc Israel.
- Tyler Zombro: cựu cầu thủ bóng chày tại giải Major League Baseball.